# Brañalonga
Brañalonga (en asturiano y oficialmente: Brañaḷḷonga) es una de las 44 parroquias del concejo de Tineo en el Principado de Asturias (España). Está situada al norte del concejo a una altura de 620 metros. El número de habitantes de los últimos años ha descendido siendo de un total de 75 habitantes (INE, 2020) repartidos en un total de 59 viviendas (SADEI,2010).
Limita con los pueblos de Monteoscuro, Cezures, Ovés, Faedo, La Trapa y Busllón.

## Entidades de población
La parroquia cuenta con las siguientes entidades de población (entre paréntesis la toponimia asturiana oficial en asturiano y la población según el Instituto Nacional de Estadística y la Sociedad Asturiana de Estudios Económicos e Industriales):
- Brañalonga, aldea de 26 habitantes (Brañaḷḷonga)
- Busllón, casería (Busḷḷón)
- Faedo, casería (Faéu)
- La Trapa, casería (Trapa)
- Valsoredo, aldea (Valsiréu)

## Iglesia de Brañalonga
Se sitúa entre brañas. Tiene una única nave dividida en 2 tramos con cúpula de artista Crucero y presbiterio igualmente cubiertos. 2 sacristías a uno y otro lado del presbiterio. Arcos, de buen sillar, sobre pilastras.
La construcción de la iglesia se remonta al año 1773, como reza una inscripción en ella.